# Farma wiatrowa Te Uku
Farma wiatrowa Te Uku – farma wiatrowa w regionie Waikato (Nowa Zelandia) o mocy 64,4 MW.

## Lokalizacja
Farma znajduje się w pobliżu Raglan w regionie Waikato.

## Historia
Farma wiatrowa Te Uku znajduje się na działającej farmie owiec i bydła w Waikato na płaskowyżu Wharauroa. Wieją tam silne i o stałej prędkości wiatry, dzięki czemu teren ten nadaje się na farmę wiatrową. Teren w niektórych miejscach wznosi się ponad 400 metrów nad poziomem morza. Aby przetransportować części turbiny do farmy Meridian Energy zbudował 26 kilometrów dróg. Turbiny zostały wyprodukowane w dwóch zakładach. Wieże powstały w Korei, a części turbiny w Danii. Do budowy turbin użyto 600-tonowego żurawia. Żuraw został wysłany do Nowej Zelandii z Danii specjalnie dla Te Uku. Budowę rozpoczęto w listopadzie 2009 roku, a zakończono w 2010, a elektrownia została uruchomiona w marcu 2011. Ponad 30 milionów dolarów zainwestowano w lokalną gospodarkę przez zatrudnienie miejscowych pracowników. Prawie połowa osób pracujących na budowie pochodziła z regionu Waikato.

## Właściciel
Meridian jest operatorem Te Uku i zbudował je wspólnie z WEL Networks Limited firmą zajmującą się dystrybucją energii elektrycznej. WEL Networks zbudował 25-kilometrową linię przesyłową o napięciu 33 kV, która przesyła energię z farmy wiatrowej do krajowej sieci energetycznej.
Meridian jest właścicielem energii elektrycznej wytwarzanej przez turbiny. WEL Networks jest współwłaścicielem (tworzą razem trust) i zarządza liniami elektrycznymi i stacjami w obrębie farmy wiatrowej, a także linią wysokiego napięcia do podłączenia farmy wiatrowej do sieci.

## Produkcja
Farma ma 28 turbin wiatrowych o mocy 2,3 megawatów firmy Siemens, co daje łączną moc 64,4 megawatów. Wytwarza energię elektryczną przy prędkości wiatru od 14 do 90 kilometrów na godzinę. Średnica wirnika wykorzystywanego do produkcji wynosi 98 m.